# Auxange
Auxange é uma comuna francesa na região administrativa de Borgonha-Franco-Condado, no departamento de Jura. Estende-se por uma área de 5,2 km². Em 2010 a comuna tinha 204 habitantes (densidade: 39,2 hab./km²).